# Абутков Віктор Тимофійович
Віктор Тимофійович Абутков (нар. 21 листопада 1946) — радянський український футболіст, воротар.

## Життєпис
Вихованець групи підготовки олександрійського «Шахтаря». У 1965 році переведений до першої команди «гірників», того сезону зіграв в 1-у поєдинку Класу «Б» й відстояв той матч «на нуль». Наступного сезону частіше виходив на футбольне поле (9 матчів у радянській першості). Після цього відіграв ще 4 роки у Класі «Б». Після розформування класу «Б» команда виступала в чемпіонатах УРСР серед команд КФК, Віктор виступав за «Шахтар» до 1972 року, після чого завершив футбольну кар'єру.